# Salinguerra II Torelli

Stemma Torelli

Salinguerra II Torelli (1164 – Venezia, 25 luglio 1244) è stato un nobile e politico italiano.

## Biografia
Era figlio di Torello di Salinguerra Torelli, della nobile famiglia ghibellina di origine bolognese trapiantatasi a Ferrara, in perenne conflitto con la famiglia guelfa degli Adelardi.
Fu podestà di Ferrara nel 1195.
Il continuo conflitto con gli Este sul governo della città portò ad un accordo, nel 1213 dopo la morte di Azzo VI. Salinguerra e Aldobrandino I d'Este decisero di governare congiuntamente, fino al 1224. Il co-governo durò sino al 1237, anno in cui Azzo si alleò con Venezia. Nel 1240 Ferrara fu cinta d'assedio e Salinguerra, invitato fuori città per firmare la pace, fu catturato con l'inganno. Fu trasportato con la forza su una nave diretta a Venezia, dove morì nel 1244 e vi fu sepolto nella chiesa di San Nicolò.

## Famiglia e figli
Salinguerra ebbe otto figli da tre matrimoni.
Sposò in prime nozze una certa Retrude, dalla quale ebbe:
- Bartolomea (... - ante 1252),[1] sposò nel 1215 Jacopino Rangoni.

Sposò in seconde nozze Sibilla di Uguccione da Montefiore, dalla quale ebbe:
- Giacomo, detto "Torello" (?-1245)[1]
- Salinguerra, detto "Giustinello" (1240-ante 1339)[1]
- Rizzardo (1240-post 1260).[1].

Sposò in terze nozze Sofia da Romano, figlia di Ezzelino II il Monaco.
Questi figli non è noto da quale moglie/i fossero nati:
- Paolo,[1] sposò una nobile ferrarese, vissero a Poppi e loro figlio fu il beato Torello.
- Arriverio (...-post 1212)[1]
- Tommaso (?-1228),[1] capitano delle Milizie Bolognesi nel 1228
- Fraisenda,[1] monaca clarissa in un monastero di Bologna.